# Hauptwiderspruch
Das Begriffspaar Hauptwiderspruch und Nebenwiderspruch wurde von Vertretern und Strömungen des Marxismus geprägt. Die marxistische Theorie hat mehrere Widersprüche herausgearbeitet (z. B. Lohnarbeit und Kapital). Diese stehen allerdings nicht unabhängig, sondern ein Widerspruch kann durch einen anderen bestimmt oder bedingt sein. Erster würde dann Neben-, letzterer Hauptwiderspruch heißen. Wie schon bei Hegel, wird dabei nicht zwischen „Widerspruch“ (vergleiche den Satz vom Widerspruch) und „Gegensatz“ unterschieden, sondern beide Begriffe auswechselbar gebraucht.
Mao Zedong arbeitete in seinem Werk Über den Widerspruch 1937 ein theoretisches Konzept mit diesen Begriffen aus.

## Ähnliche Begriffe

### Grundwiderspruch
Ein weiterer Begriff mit ähnlicher Bedeutung ist der Grundwiderspruch. Nach Friedrich Engels erwachse der Grundwiderspruch der kapitalistischen Gesellschaft aus der Aneignung des gesellschaftlich erarbeiteten Produkts durch den Einzelkapitalisten. Er nennt dies den „Grundwiderspruch, aus dem alle Widersprüche entspringen, in denen die heutige Gesellschaft sich bewegt, und die die große Industrie offen an den Tag bringt.“ Dieser Widerspruch trete nach Engels als Gegensatz von Proletariat und Bourgeoisie an den Tag. Der Grundwiderspruch im Kapitalismus wird von Vertretern des Marxismus in diesem Sinne auch oftmals als Widerspruch zwischen Lohnarbeit und Kapital bezeichnet. Die einzige Nutzung der thematisierten Begriffe in größeren Schriften bei Marx und Engels wurde oben zitiert.
Der Unterschied zwischen Grund- und Hauptwiderspruch besteht darin, dass der Grundwiderspruch die Grundlage ist, auf der eine komplexe Erscheinung entsteht, in dem Beispiel von Engels der Kapitalismus aus dem Grundwiderspruch von gesellschaftlicher Produktion und privater Aneignung. Dieser Grundwiderspruch gilt (ungeachtet seiner Entwicklung) bis zu seiner Lösung unverändert (Mao Tse-Tung: „Über den Widerspruch“ in: Ausgewählte Werke Band 1, Seite 381). Der Hauptwiderspruch ist dagegen eine relativ kurzlebige Erscheinung, die im Verlauf der Entwicklung eines Prozesses zu einem konkreten Zeitpunkt entsteht und für eine gewisse Zeit Gültigkeit hat, dann jedoch von einem anderen Hauptwiderspruch abgelöst werden kann (Mao Tse-Tung: „Über den Widerspruch“ in: Ausgewählte Werke. Band 1, Seite 389). Der Hauptwiderspruch ist bedeutsam für die Auffindung des „Hauptkettengliedes“, das gefunden werden muss, um die richtige Methode zur Lösung eines Widerspruches zu finden (Mao Tse-Tung: „Über den Widerspruch“ in: Ausgewählte Werke. Band 1, Seite 390). Mao bezieht sich dabei auf Lenin, der in seiner Schrift „Die nächsten Aufgaben der Sowjetmacht“ (Lenin Werke (LW) 27, Seite 265) geschrieben hatte:
„Man muss es verstehen, in jedem Augenblick jenes besondere Kettenglied zu finden, das mit aller Kraft angepackt werden muss, um die ganze Kette zu halten und den Übergang zum nächsten Kettenglied mit fester Hand vorzubereiten, wobei die Reihenfolge der Glieder, ihre Form, ihre Verkettung, ihr Unterschied voneinander in der historischen Kette der Ereignisse nicht so einfach und nicht so simpel sind wie in einer gewöhnlichen, von einem Schmied hergestellten Kette.“

### Hauptsächliche Seite des Widerspruchs
Eine andere, dem Hauptwiderspruch sehr ähnliche Bezeichnung, ist die hauptsächliche Seite des Widerspruchs. Nach Mao entwickeln sich die beiden Seiten eines Widerspruches (Grund-, Haupt- oder Nebenwiderspruch) ungleichmäßig. Dabei bildet eine Seite des Widerspruches die Hauptseite, die die führende Rolle spielt und den Charakter (das Wesen) dieses Widerspruches bestimmt. Die andere Seite des Widerspruches bildet die sekundäre Seite. In verschiedenen Entwicklungsprozessen oder im Verlauf eines Entwicklungsprozesses in verschiedenen Etappen gehen diese beiden Seiten eines Widerspruches durch das Ausmaß der Vermehrung oder Verminderung der Kräfte der widerstreitenden Seiten ineinander über (vertauschen ihre Stellung) und ändern damit das Wesen der Erscheinung (Mao Tse-Tung: „Über den Widerspruch“ in: Ausgewählte Werke Band 1, Seite 391). Auch darin folgt Mao Lenin, der in seiner Schrift „Über die Junius-Broschüre“ (LW 22, Seite 314) geschrieben hatte:
„Selbstverständlich ist es ein Grundsatz der marxistischen Dialektik, dass alle Grenzen in der Natur und in der Gesellschaft bedingt und beweglich sind, dass es keine einzige Erscheinung gibt, die nicht unter gewissen Bedingungen in ihr Gegenteil umschlagen könnte“ (Hervorhebung von Lenin).
Auch insgesamt folgt Mao in der Darstellung des Themas den Anforderungen Lenins an die dialektische Logik, wie dieser sie in seiner Schrift „Noch einmal über die Gewerkschaften“ (LW 32, Seite 85f.) in vier Punkten beispielhaft darstellte:
„Die dialektische Logik verlangt, dass wir weitergehen“ [d. h. über den Eklektizismus hinaus]
- „Um einen Gegenstand wirklich zu kennen, muss man alle seine Seiten, alle Zusammenhänge und ‚Vermittellungen‛ erfassen und erforschen. Wir werden das niemals vollständig erreichen, die Forderung der Allseitigkeit wird uns aber vor Fehlern und vor Erstarrung bewahren. Das zum Ersten.
- Zweitens verlangt die dialektische Logik, dass man den Gegenstand in seiner Entwicklung, in seiner ‚Selbstbewegung‛ (wie Hegel manchmal sagt), In seiner Veränderung betrachte … besonders aber ändert sich die Bestimmung …, … Verwendung, <der> Zusammenhang mit der Umwelt.
- Drittens muss in die vollständige ‚Definition‛ eines Gegenstandes die ganze menschliche Praxis sowohl als Kriterium der Wahrheit wie auch als praktische Determinante des Zusammenhangs eines Gegenstandes mit dem, was der Mensch braucht, eingehen.
- Viertens lehrt die dialektische Logik, dass es ‚eine abstrakte Wahrheit nicht gibt, dass die Wahrheit immer konkret ist‛, wie der verstorbene Plechanow – mit Hegel – zu sagen pflegte. …

Ich habe selbstverständlich den Begriff der dialektischen Logik nicht erschöpft“ (Text redigiert, in spitzen Klammern Einfügung hinzugefügt, Hervorhebung von Lenin).

## Mao Tse-Tungs Theorie über den Widerspruch
Widerspruchstheorie
Nach Mao Tse-Tung (Über den Widerspruch) ist das dialektische „Gesetz der Einheit der Gegensätze“ oder das „Gesetz des den Dingen innewohnenden Widerspruchs“ (Vergleiche Dialektische Grundgesetze) „das fundamentalste Gesetz der materialistischen Dialektik“. Während Friedrich Engels die Dialektik im Anti-Dühring definierte als:
„… nichts als die Wissenschaft von den allgemeinen Bewegungs- und Entwicklungsgesetzen der Natur, der Menschengesellschaft und des Denkens“ (MEW 20, Seite 131f., vergleiche LW 21, Seite 42),
definiert Mao dieselbe unter Berufung auf Lenin (Lenin in: „Konspekt zu Hegels Vorlesungen über die Geschichte der Philosophie“ in LW 38, Seite 240; vergleiche Lenin: „Zur Frage der Dialektik“ in: „Aus dem philosophischen Nachlass“ Seite 285) als die
„Erforschung des Widerspruchs im Wesen der <Untersuchungs->Gegenstände selbst“ (Mao Tse-Tung: „Über den Widerspruch“ in: Ausgewählte Werke Band 1, Seite 365; in spitzen Klammern Einfügung hinzugefügt).
Dies sei der Kern oder das Wesen der Dialektik. An einer späteren Stelle seiner Schrift (Mao Tse-Tung: „Über den Widerspruch“ in: Ausgewählte Werke Band 1, Seite 396) zitiert Mao allerdings aus Lenins „Konspekt über Hegels Wissenschaft der Logik“ (in LW 38, Seite 99):
„Dialektik ist die Lehre, wie die Gegensätze identisch sein können und es sind (wie sie es werden) – unter welchen Bedingungen sie identisch sind, indem sie sich ineinander verwandeln –, warum der menschliche Verstand diese Gegensätze nicht als tote, erstarrte, sondern als lebendige, bedingte, bewegliche, sich ineinander verwandelnde auffassen soll.“
An seiner Behandlung dieser beiden Stellen zeigt sich zugleich, dass Mao im Anschluss an Lenin die Begriffe „Widerspruch“ und „Gegensatz“ als gleichbedeutend und auswechselbar ansah.
Mao diskutiert im Zusammenhang mit dem Gesetz des Widerspruchs unterschiedliche Fragestellungen, darunter findet sich auch der Hauptwiderspruch. Dabei wird die
„gegenseitige Abhängigkeit und engster, unzertrennlicher Zusammenhang aller Seiten jeder Erscheinung (wobei die Geschichte immer neue Seiten erschliesst)“ (Lenin in: „Karl Marx“, Abschnitt: Die Dialektik in: LW 21 Seite 43, Hervorhebung von Lenin)
nicht aufgehoben, sondern erweitert.
Siehe auch: Widerspruchstheorie
Hauptwiderspruch
Nach Mao gebe es im „Entwicklungsprozeß eines komplexen Dinges“ eine Reihe von Widersprüchen,
„unter denen stets einer der Hauptwiderspruch ist; seine Existenz und seine Entwicklung bestimmen oder beeinflussen die Existenz und die Entwicklung der anderen Widersprüche. … Infolgedessen muß man sich beim Studium eines komplizierten Prozesses, der zwei oder noch mehr Widersprüche enthält, die größte Mühe geben, den Hauptwiderspruch herauszufinden. Sobald dieser festgestellt ist, kann man alle Probleme leicht lösen.“
Eine komplexe Erscheinung besteht also aus dem Hauptwiderspruch und den Nebenwidersprüchen. Da der Hauptwiderspruch die Nebenwidersprüche bestimmt, kennzeichnet er das Wesen der komplexen Erscheinung. In einer kapitalistischen Gesellschaft würden nach Mao das Proletariat und die Bourgeoisie den Hauptwiderspruch bilden. Nebenwidersprüche, die durch den Hauptwiderspruch beeinflusst, von ihm bestimmt würden, seien:
- der Widerspruch zwischen der verbliebenen Feudalklasse und der Bourgeoisie,
- der Widerspruch zwischen nichtmonopolistischer und monopolistischer Bourgeoisie,
- zwischen bürgerlicher Demokratie und Faschismus,
- die Widersprüche unter den kapitalistischen Ländern,
- oder die Widersprüche zwischen dem Imperialismus und den Kolonien.

Mao hebt hervor, dass in bestimmten Situationen Widersprüche ihren Platz wechseln. Wenn beispielsweise imperialistische Mächte kriegerisch gegen halbkoloniale Länder wie China vorgingen, seien die Widersprüche im eigenen Land, der Hauptwiderspruch zwischen „Feudalsystem und den Volksmassen“, an zweite Stelle zurückgetreten. In diesem Zusammenhang nennt Mao den Opiumkrieg von 1840, den Chinesisch-Japanischen Krieg von 1894 und den Yihetuan-Aufstand von 1900. Die Widersprüche können auch, wie Mao es ausdrückt, ihren Platz tauschen, wenn beispielsweise imperiale Mächte mit der herrschenden Klasse ein Bündnis zur Ausbeutung des Volkes eingehen. In diesem Zusammenhang nennt Mao den „Revolutionskrieg“ von 1911 wie „den revolutionären Krieg von 1924–1927 und den folgenden zehnjährigen Agrarrevolutionären Krieg“ (siehe Chinesischer Bürgerkrieg).
Zitat
„Wenn ein Prozeß mehrere Widersprüche enthält, muß einer von ihnen der Hauptwiderspruch sein, der die führende und entscheidende Rolle spielt, während die übrigen nur eine sekundäre, untergeordnete Stellung einnehmen. Sobald dieser [Hauptwiderspruch] festgestellt ist, kann man alle Probleme leicht lösen. Das ist die Methode, die uns Marx in seiner Untersuchung der kapitalistischen Gesellschaft vordemonstriert hat. Lenin und Stalin zeigten uns die Anwendung eben dieser Methode, als sie den Imperialismus und die allgemeine Krise des Kapitalismus sowie die Wirtschaft der Sowjetunion untersuchten. Tausende und aber Tausende Gelehrte und Praktiker verstehen diese Methode nicht; das Ergebnis ist, daß sie in einem dichten Nebel umherirren, vergeblich nach dem Hauptkettenglied suchen und daher auch die Methode zur Lösung der Widersprüche nicht finden können.“ – Mao: Über den Widerspruch, IV. Der Hauptwiderspruch und die hauptsächliche Seite des Widerspruchs, August 1937

## Louis Althusser und der Widerspruch bei Marx
Louis Althusser argumentiert mit Verweis auf Mao, dass das Konzept des Widerspruchs bei Marx ein anderes sei als bei Hegel. Während es bei Hegel einen einfachen, reinen Widerspruch gebe, sei bei Marx das Konzept des Widerspruchs durch Haupt und Nebenwidersprüche, Haupt und Nebenaspekte von Widersprüchen und eine ungleichmäßige Entwicklung von Widersprüchen gekennzeichnet. Die Zurückführung aller Widersprüche auf einen Hauptwiderspruch lehnt Althusser ab. Er argumentiert, dass in komplexen Prozessen eine komplexe Beziehung von Widersprüchen bestehe, und verweist auf die Darstellung der theoretischen Vorgehensweise bei Marx, in der Einleitung zur Kritik der Politischen Ökonomie von 1857. (von Brauk: 35f.)

## Weitere Nutzungen
Patriarchat und Kapitalismus
Ein Zusammenhang zwischen dem Kapitalismus und den Geschlechterverhältnissen wurde innerhalb des Feminismus diskutiert, und zwar ob die Unterdrückung und Benachteiligung der Frauen ein „Nebeneffekt“ (Nebenwiderspruch) oder eine notwendige Voraussetzung des Kapitalismus seien. Sozialistische und marxistische Feministinnen betrachten die Frauenunterdrückung als immanentes Element des Kapitalismus. Sie beziehen neben der Produktions- auch die Reproduktionssphäre geschlechtlicher Arbeitsteilung in ihre Analysen mit ein. Nach Frigga Haug gehe es um eine „Kritik der Produktionsweise des Kapitalismus, die auf Frauenunterdrückung in Form der Aneignung unentlohnter Arbeit basiert und des Fraueneinsatzes in geschlechtstypischer Arbeitsteilung bedarf.“ (zitiert nach Carstensen u. a.: S. 3) Von feministischer Seite wurde kritisiert, dass die Unterdrückung der Frau zu einem Nebenwiderspruch der Produktion degradiert würde.
Kritik Stuart Halls
Stuart Hall argumentiert, dass sich patriarchale oder rassistische Strukturen nicht einzig aus ökonomischen Verhältnissen ableiten lassen, jedoch mit ihnen in engen, aber nicht determinierenden Zusammenhang stehen.
Welterweiterung und Resonanz
Im Rahmen seiner Soziologie der Weltbeziehung entwickelt Hartmut Rosa seine These, dass der Grundwiderspruch der Moderne darin bestehe, dass diese einerseits darauf ausgerichtet sei, dass in einer zur Systemerhaltung notwendigen wachsenden Geschwindigkeit der Welterweiterung immer mehr Bereiche und Regionen verfügbar gemacht werden, gleichzeitig aber diese Welt sich einem solchen Zugriff entzieht, nicht antwortet und keine Beziehung der „Resonanz“ zulasse.
„Die Moderne“, schreibt Rosa, „ist kulturell darauf ausgerichtet und durch ihre institutionelle Verfassung strukturell dazu gezwungen, die Welt in allen Hinsichten berechenbar, beherrschbar, vorhersagbar, verfügbar zu machen... Resonanz aber lässt sich nicht verfügbar machen: Das ist das große, konstitutive Ärgernis dieser Sozialformation, es ist ihr Grundwiderspruch...“